# Johnny Marr
Johnny Marr, pseudonimo di John Martin Maher (Manchester, 31 ottobre 1963), è un chitarrista e cantautore britannico.
È divenuto famoso negli anni ottanta come chitarrista degli Smiths. Attualmente risiede a Portland, in Oregon.

## Biografia

### Carriera musicale

#### The Smiths
Marr nasce ad Ardwick, un distretto di Manchester, nel 1963, figlio di John Joseph Maher e di Frances Patricia Doyle, entrambi immigrati irlandesi originari di Athy (nella contea di Kildare), ma cresce nel distretto meridionale di Wythenshawe, dove si trasferì con la famiglia nel 1972. Marr compì i propri studi presso la St Augustine's Catholic Grammar School, divenuta poi, con l'accorpamento di altre scuole della zona, l'istituto scolastico St Paul's Catholic High School nel 1977.
Appassionatosi alla musica sin da ragazzino, imparò a suonare la chitarra all'età di 13 anni, sotto la supervisione di Billy Duffy, chitarrista dei The Cult, allora suo vicino di casa, del quale spesso e volentieri assisteva alle prove col suo gruppo e tramite il quale ebbe anche modo di conoscere svariati musicisti della scena emergente mancuniana. Nel 1982, dopo la costituzione degli Smiths, Marr iniziò a scrivere brani con Morrissey. Per completare la formazione del gruppo, i due reclutarono Mike Joyce alla batteria e Dale Hibbert al basso. Dopo il debutto dal vivo al Ritz di Manchester, Hibbert fu sostituito da Andy Rourke, un amico di Marr. Da allora, Morrissey ha iniziato ad utilizzare solo il cognome e Maher ha mutato il proprio in Marr, per evitare di essere confuso con il batterista dei Buzzcocks.
Dopo aver raggiunto il successo commerciale e di critica con l'album The Queen Is Dead, gli Smiths divennero ben presto celebri nel Regno Unito e in Irlanda, ma non ebbero lo stesso seguito altrove. Nonostante fossero una presenza fissa sulle radio dei college statunitensi, l'affermazione commerciale a livello mondiale ci fu solo dopo lo scioglimento del gruppo. Infatti, Marr alla fine abbandonò gli Smiths a causa delle incomprensioni con Morrissey e del disaccordo sulle scelte musicali.
Dalla nascita degli Smiths alla loro separazione, avvenuta cinque anni dopo, nel 1987, Marr e Morrissey hanno scritto insieme quattro album, oltre a numerose B-side e altri brani inizialmente inediti che sono poi apparsi su raccolte. Ancora oggi, il duo Morrissey-Marr viene lodato dai critici e citato da molti musicisti come uno dei più influenti del periodo in questione.
Da quando Marr ha abbandonato il gruppo, non sono noti tentativi di riunione degli Smiths. In mezzo ad infondate voci di stampa sulla ricostituzione del gruppo, Marr ha eseguito dal vivo How Soon Is Now? con il vecchio compagno di gruppo Andy Rourke durante il concerto di beneficenza Manchester v Cancer, tenutosi alla MEN Arena di Manchester il 28 gennaio del 2006.

#### Il dopo-Smiths
Dopo la fine degli Smiths nel 1987, Marr ha registrato e suonato dal vivo con i The The, ed ha costituito gli Electronic con Bernard Sumner dei New Order e la partecipazione occasionale di Neil Tennant dei Pet Shop Boys. È inoltre divenuto un richiesto sessionman: ha scritto, suonato dal vivo e registrato, tra gli altri, con Bryan Ferry, The Pretenders, Kirsty MacColl, Karl Bartos dei Kraftwerk, Talking Heads, Black Grape, Billy Bragg, Pet Shop Boys, Beck e Oasis. Inoltre ha fatto da co-produttore per alcuni degli artisti sopra menzionati, oltre ad aver co-prodotto presso i suoi Clear Studios la band degli Haven, di Manchester.
Nel 2000 Marr ha reclutato il batterista Zak Starkey (figlio di Ringo Starr), il chitarrista dei Cavewaves Lee Spencer e l'ex bassista dei Kula Shaker Alonza Bevan per il suo nuovo progetto, Johnny Marr and the Healers. Il gruppo ha impiegato due anni per costituirsi, in quanto Marr voleva che i membri si scegliessero "in base alla chimica". Il loro album di debutto, Boomslang, è stato pubblicato nel 2003, con Marr autore dei testi e voce principale. L'uscita del secondo album era inizialmente prevista per l'aprile del 2005, e poco dopo era programmata una breve tournée, ma Marr ha poi affermato (MEN, maggio 2007) che al momento il gruppo passava in secondo piano. Il batterista Starkey ha lavorato per un periodo con gli Oasis e gli Who, mentre Bevan è di nuovo con i Kula Shaker.
Nel 2006 Marr è divenuto membro ufficiale del gruppo statunitense dei Modest Mouse. Pare che i Modest Mouse avessero detto in giro di cercare "un chitarrista alla Johnny Marr" e che sorprendentemente si sia presentato anche lo stesso Johnny Marr, che avrebbe in questo modo ottenuto il ruolo. Per l'album del gruppo We Were Dead Before The Ship Even Sank del 2007, oltre a suonare la chitarra Marr figura come autore di alcune canzoni insieme al cantante principale Isaac Brock. Ha inoltre partecipato al tour del disco con il gruppo.
L'album ha raggiunto la posizione numero uno delle classifiche statunitensi della rivista Billboard alla fine di marzo 2007. Per Marr è il primo disco che raggiunge la vetta delle classifiche negli Stati Uniti. In precedenza il miglior piazzamento lo aveva ottenuto con gli Electronic, che entrarono nella top 40 negli USA dei singoli con Getting Away With It.
Nel 2007 Marr è stato scelto per tenere una serie di incontri e lezioni agli studenti del corso di musica popolare e registrazione del Bachelor of Arts (Hons) all'università di Salford.
Nel 2008 è entrato a far parte dei Cribs, gruppo indie-rock inglese. Nel 2009 collabora con John Frusciante per due canzoni contenute nel suo undicesimo album solista, The Empyrean.
Nel 2013 pubblica The Messenger, primo disco solista. Nel 2014 è la volta del secondo album solista, Playland.
Nell'ottobre del 2015 pubblica Adrenaline Baby, il suo primo album dal vivo come solista, che contiene riletture di alcuni classici degli Smiths e la cover di I Fought the Law dei The Clash.
Il 15 giugno 2018 esce il suo terzo album da solista, Call the Comet registrato alla Crazy Face Factory di Manchester, luogo famoso per essere stato tra l'altro il set del video di Love Will Tear Us Apart dei Joy Division.

## Collaborazioni
Marr è apparso su singoli di Sandie Shaw, Everything but the Girl, The Pretenders, Andrew Berry, A Certain Ratio, The Cult, Denise Johnson, Stex, e Black Grape.
Ha collaborato con i Noel Gallagher's High Flying Birds per il singolo Ballad of the Mighty I, presente nell'album Chasing Yesterday del 2015, e per il singolo Pretty Boy, uscito nel 2022. 
Ha collaborato con i The Charlatans per l'album Different Days, uscito nel 2017 (sua la chitarra nei brani Future Tense, Plastic Machinery e Not Forgotten).
Insieme ad Hans Zimmer ha contribuito alla composizione del brano di Billie Eilish No Time to Die, scelto come colonna sonora dell'omonimo film della saga di James Bond.

## Vita privata
Marr conobbe sua moglie Angie nel 1979, ben prima della fondazione degli Smiths, quando non avevano rispettivamente che quindici e quattordici anni d'età. La coppia ha avuto due figli (un maschio ed una femmina), Nile e Sonny.
Intorno al 1985, durante il periodo di composizione di Meat Is Murder, Marr divenne vegetariano, inizialmente per dimostrare coerenza e solidarietà nei confronti delle idee professate nell'ormai celebre title track dell'album dall'amico ed allora sodale Morrissey, oltreché per la sua stessa ragazza Angie (una convinta vegetariana), asserendo di non considerare «una buona idea avere un album in cima alle classifiche chiamato Meat Is Murder ed essere visto mangiare un sandwich al bacon». A seguito poi della frequentazione e collaborazione col trio hip hop Naughty by Nature verso la fine degli anni novanta, decise d'adottare il loro stile di vita salutistico, rinunciando all'alcol ed al fumo e divenendo vegano.
È un acceso tifoso del Manchester City, nelle cui giovanili ha anche militato.

## Discografia

### Discografia da solista
Album in studio
- 2013 - The Messenger
- 2014 - Playland
- 2018 - Call the Comet
- 2022 - Fever Dreams Pts 1-4

Album dal vivo
- 2015 - Adrenaline Baby

Collaborazioni
- 1986 - Billy Bragg Talking with the Taxman About Poetry
- 1987 - Bryan Ferry Bête Noire
- 1988 - Talking Heads Naked
- 1990 - Pet Shop Boys Behaviour
- 1991 - Banderas Ripe
- 1991 - Billy Bragg Don't Try This at Home
- 1991 - Kirsty MacColl Electric Landlady
- 1992 - Moodswings Moodfood
- 1993 - K-Klass Universal
- 1995 - Electrafixion Burned
- 1996 - Pet Shop Boys Bilingual
- 1997 - Billy Bragg Bloke on Bloke
- 1997 - M People Fresco
- 1998 - Marion - The Program
- 1999 - Beck Midnite Vultures
- 1999 - Tom Jones Reload
- 2000 - Bert Jansch Crimson Moon
- 2002 - Neil Finn 7 Worlds Collide
- 2002 - Haven - Between the Senses
- 2002 - Oasis Heathen Chemistry
- 2002 - Beth Orton Daybreaker
- 2002 - Pet Shop Boys Release
- 2002 - The Charlatans Live It Like You Love It
- 2003 - Quando Quango - Pigs and Battleships
- 2003 - Karl Bartos Communication
- 2003 - Lisa Germano Lullaby for Liquid Pig
- 2006 - Lisa Germano In the Maybe World
- 2006 - Jane Birkin Fictions
- 2006 - Transit Kings Living in a Giant Candle Winking at God
- 2007 - Crowded House Time On Earth
- 2009 - John Frusciante The Empyrean
- 2009 - Pet Shop Boys Yes
- 2015 - Noel Gallagher's High Flying Birds Chasing Yesterday
- 2017 - The Charlatans Different Days

### Discografia con The Smiths
- 1984 - The Smiths
- 1984 - Hatful of Hollow
- 1985 - Meat Is Murder
- 1986 - The Queen Is Dead
- 1987 - Strangeways, Here We Come
- 1987 - The World Won't Listen
- 1987 - Louder Than Bombs
- 1988 - Rank

### Discografia con The The
- 1989 - Mind Bomb
- 1992 - Dusk

### Discografia con Kirsty MacColl
- 1989 - Kite

### Discografia con Electronic
- 1991 - Electronic
- 1996 - Raise the Pressure
- 1999 - Twisted Tenderness

### Discografia con Johnny Marr and The Healers
- 2003 - Boomslang

### Discografia con Modest Mouse
- 2007 - We Were Dead Before the Ship Even Sank